# Баграт IV
Баграт IV (на грузински: ბაგრატ IV; Bagrat IV; * 1018; † 24 ноември 1072) е от 1027 до 1072 г. цар на Грузия от династията Багратиони.

## Произход и управление
Той е син на цар Георги I Грузински († 16 август 1027) и първата му съпруга арменската принцеса Мариам Артсруни от Васпуракан.
Деветгодишнният Баграт в началото е под регентството на майка му, която започва политика на сближаване с Византия. През 1029 г. той посещава грузинския католически патриарх Мелхиседех I в Константинопол. Аранжира се женитбата му с императорската племенница Елена Аргира.
През 1032 г. годеницата е заведена в Кутаиси, но нейната ранна смърт прекратява сближаването на Грузия с Византия. Полубрат му Деметре Гиоргишвили има претенции за грузинския трон, предава крепостта Анакопия на византийците и бяга в Константинопол. Баграт игнорира други византийски предложения за женитба и се жени за осетинската принцеса Борена.
След 1034 г. Баграт с бароните му започва експанзивна политика. Първо се побеждава емират Ганджа и през 1035 г. те пленяват Дшафар, емирът на Тбилиси. След четири години се обсажда Тбилиси, който се предава след три години. Баграт IV и Дшафар сключват мир.
През 1045 г., византийците превземат арменската столица Ани, но след три години селджуките го окупират. През 1048 г. Баграт завладява Тбилиси.
Около 1054/1057 г. той е в Констанинопол, за да преговаря за съюз с визанийците против селджуките. Тогава врагът му Липарит Орбелиани коронова малолетния син на Баграт, Георги II, със съгласието на царската майка. Баграт успява отново да окупира Ани, но през 1064 г. градът отново принадлежи на селджуките, които през 1071 г. нанасят съкрушително поражение на византийския император Роман IV Диоген в битката при Манцикерт в Армения. Самият император е пленен и съдейства на турците да окупират, колкото е възможно повече ромейски крепости в Анатолия. Заповядвал е да се предават, за да го пуснат турците. Реално империята прекратява съпротива и губи в следващите 10 години почти всичките си територии в Азия. Скоро турците са съвсем близо до Константинопол. Удивителното е, че империята така рухва вътрешно, че реално не оказва никаква сериозна съпротива.
Баграт IV умира на 24 ноември 1072 г. и е погребан в манастир Чкондиди. Царската власт в Грузия е наследена от син му Георги II.

## Фамилия
Баграт IV се жени 1032 г. за Елена Аргира, която умира 1033 г. Баграт IV се жени втори път за Борена Аланска. Те имат децата:
- Георги II Грузински (* ок. 1050; † 1112), цар на Грузия (1072 – 1089)
- Марта/Мария Аланска (* ок. 1050; † сл. 1103), византийска императрица (1071 – 1081), омъжена за императорите Михаил VII Дука (упр. 1071 – 1078) и Никифор III Вотаниат (упр. 1078 – 1081)
- Мариам, омъжена за Теодорос Габрас († 2 октомври 1099), византийски военен командир, дук на Трабзон